# Tamaryn Payne
Tamaryn Payne es una actriz inglesa, más conocida por haber interpretado a Annalise Appleton en la serie Hollyoaks.

## Carrera
En 2010 apareció en el cortometraje I Luv Matt Johnson, donde interpretó a Zoe. El 28 de septiembre de 2011, se unió al elenco principal de la serie británica Hollyoaks, donde interpretó a Annalise Appleton hasta el 18 de febrero de 2013. Ese mismo año interpretó a Emmie en el corto Atmospheric. En 2012 apareció en el thriller Stalled, donde dio vida a Evie.

## Filmografía[3]

### Series de televisión
| Año         | Título    | Personaje         | Notas                       |
| ----------- | --------- | ----------------- | --------------------------- |
| 2017        | Vikings   | Viuda Ordlaf      | episodio "The Reckoning"    |
| 2014        | Casualty  | Nina Gambol       | episodio "Brothers at Arms" |
| 2011 - 2013 | Hollyoaks | Annalise Appleton | 83 episodios                |

### Películas
| Año  | Título             | Personaje    | Notas                                                                |
| ---- | ------------------ | ------------ | -------------------------------------------------------------------- |
| 2013 | Vendetta           | Jenny Clarke | junto a Danny Dyer, Steven Berkoff & Josef Altin                     |
| 2013 | Stalled            | Evie         | junto a Mark Holden, Giles Alderson & Chris R. Wright                |
| 2011 | Atmospheric        | Emmie        | corto - junto a Henry Maynard & Rob Hoey                             |
| 2010 | I Luv Matt Johnson | Zoe          | corto - junto a Mitchell Hunt, Charlotte Harrison & John Fricker     |
| 2007 | Small Town Folk    | Shaz         | junto a Chris R. Wright, Warwick Davis, Hannah Flint & Sophie Rundle |

### Videojuegos
| Año  | Juego                                    | Personaje          | Notas                                    |
| ---- | ---------------------------------------- | ------------------ | ---------------------------------------- |
| 2015 | Kholat                                   | -                  | prestó su voz para las voces adicionales |
| 2014 | Game of Thrones: A Telltale Games Series | Peleadora del Poso | prestó su voz para el personaje          |
| 2017 | Divinity: Original Sin 2                 | Lohse              | prestó su voz para el personaje          |
| 2018 | Q.U.B.E. 2                               | Amelia Cross       | prestó su voz para el personaje          |

### Apariciones
| Año  | Título                           | Personaje | Notas                        |
| ---- | -------------------------------- | --------- | ---------------------------- |
| 2011 | Rise To Remain/Nothing Left      | Joven     | apareció en el video musical |
| 2011 | Sex with 17 People in 60 Seconds | Hayley    | apareció en el comercial     |

### Teatro
| Año  | Obra                                          | Personaje         | Director (a)  | Teatro             |
| ---- | --------------------------------------------- | ----------------- | ------------- | ------------------ |
| 2010 | Dick Whittington                              | Alice             | Eva Long      | -                  |
| 2010 | The Mole Who Knew It Was None Of His Buisness | Varios Personajes | Bernie Byrnes | Kipper Tie Theatre |
| 2010 | My Dearest Byron                              | Belle             | Bernie Byrnes | Kipper Tie Theatre |